# Dominat
El Dominat és com es coneix a la segona fase de govern de l'Imperi Romà, després del Principat. La historiografia considera que va durar des del mandat de l'emperador Dioclecià (284) fins a la desaparició de facto de l'Imperi Romà d'Occident (476), per tant representà la forma de govern característica del Baix Imperi Romà.

## Etimologia
El terme prové del llatí dominus, traduït com a senyor (amo respecte de l'esclau). És en aquesta època quan apareixen per primera vegada a les monedes i en els títols imperials les paraules Dominus noster, "el nostre amo/senyor".

## Crisi del segle III
L'Imperi va patir múltiples crisis greus durant el segle III. El naixent Imperi Sassànida va infligir tres aclaparadores derrotes als exèrcits de camp romans i va romandre una amenaça potent durant segles. Altres desastres van ser les repetides guerres civils, les invasions dels bàrbars i una mortalitat massiva provocada per la pesta de Cebrià. L'any 268, l'imperi s'havia dividit en tres estats competidors: l'Imperi de les Gàl·lies a les Gàl·lies, Hispània i Britànnia, l'Imperi de Palmira a les províncies romanes de Síria-Palestina, Egipte i zones del sud-est de l'Àsia Menor; i, entre ells dos, l'Imperi Romà centrat a Itàlia. Durant els vuit anys següents, el desordre s'accentuà amb els trenta tirans, emperadors nomenats a les províncies que regnaven alhora. L'any 271, Roma va abandonar la província de Dàcia al nord del Danubi deixant-la als gots. La frontera entre el Rin i el Danubi va patir amenaces efectives per grans grups de bàrbars que havien desenvolupat una agricultura millorada i augmentat les seves poblacions.

## El Dominat
L'Imperi va sobreviure a la Crisi del segle iii dirigint la seva economia a la defensa a canvi d'establir el Dominat, un estat més centralitzat i burocràtic, un govern autocràtic que va començar després de l'any 285, quan Dioclecià va portar a terme les seves reformes administratives. L'emperador va canviar els vestits que portava, adoptant vestimentes orientals, va realitzar una reforma monetària i va crear una eficient burocràcia civil imperial. També va fer una reforma de l'exèrcit i diverses reformes religioses, entre d'altres va autoritzar la persecució dels cristians.
Gal·liè va posar en marxa diverses reformes a l'exèrcit per fer front als perills més urgents retirant els senadors del comandament de les legions, que va confiar als cavallers, generalment eren homes experimentats. La forma tradicional de combatre no s'adaptava bé a la forma de lluitar dels gots i, en conseqüència també va canviar la forma de combatre, donant un lloc preeminent a la cavalleria aconseguint un exèrcit més movible i ràpid de desplaçar. La pesta de Cebrià estava causant molts morts a tot Europa i Gal·liè es va veure obligat a reclutar mercenaris bàrbars com a vexillatio, un cos a banda de la tropa habitual, i al seu cap va situar un magister equitum. L'increment en la despesa militar i les guerres civils causades per una la successió inestable, van provocar un augment dels impostos en detriment de la indústria.